# Parafia Niepokalanego Poczęcia Najświętszej Maryi Panny w Nieżychowie
Parafia Niepokalanego Poczęcia Najświętszej Maryi Panny w Nieżychowie – parafia rzymskokatolicka w dekanacie Wyrzysk w diecezji bydgoskiej. Erygowana 1 stycznia 1995.
Na obszarze parafii leżą miejscowości: Nieżychowo, Nieżychówko i Tomaszewo.